# Hotel der Verlorenen
Hotel der Verlorenen ist ein US-amerikanischer Kriminalfilm aus dem Jahr 1950 mit Zachary Scott und Faye Emerson in den Hauptrollen. Der Film noir wurde von Laurel Films, Edmund L. Dorfman Productions und New York Film Associates produziert und basiert auf dem 1947 veröffentlichten Roman Guilty Bystander von Wade Miller.

## Handlung
Der ehemalige Polizist Max Thursday arbeitet als Hoteldetektiv im heruntergekommenen Hotel von Smitty. Max hat ein Alkoholproblem und wird von seiner Ex-Frau Gloria aufgesucht. Sie erklärt ihm, dass ihr gemeinsamer Sohn Jeff entführt wurde. Jeff wurde zuletzt mit seinem Onkel Fred Mace, Glorias Bruder, gesehen, der ebenfalls verschwunden ist. Max fragt, warum Gloria die Polizei nicht eingeschaltet habe. Gloria antwortet, sie sei von Dr. Elder, Freds verrufenen Geschäftspartner, bedroht worden.
Nachdem Max sich ausgenüchtert hat, sucht er Dr. Elder auf, der ihn mit einer Waffe bedroht, unter Drogen setzt, k.o. schlägt und auf die Straße wirft. Max erwacht in einer Gefängniszelle und erfährt, dass Dr. Elder ermordet wurde und er unter Mordverdacht steht. Gloria gibt Max ein Alibi und wird von seinem alten Freund Captain Tonetti freigelassen. Max forscht weiter nach und findet heraus, dass Elder Mitglied einer Bande von Diamantenschmugglern war, die von Otto Varkas angeführt wird. Max findet Varkas in dessen Warenhaus und will von ihm Freds Aufenthaltsort wissen. Varkas sagt jedoch nichts. Angel, Varkas Freundin, verrät jedoch unabsichtlich, dass Fred von Varkas gefangen gehalten wird. Zudem erfährt Max, dass Elder die Diamanten für den mysteriösen Saint Paul einsammelte. 
Max ist auf dem Weg zu Varkas Versteck und wird angeschossen. Trotz seiner Verletzung kehrt er zum Warenhaus zurück und findet dort Varkas tot vor. Eine Packung Zigaretten gibt Max einen Hinweis auf seine Chefin Smitty, die sich als Saint Paul entpuppt. Sie hat Jeff entführen lassen, um Fred dazu zu bringen, ihr die Diamanten zu geben, die er von Varkas bekam. Smitty erkennt, dass sie Max nicht in ihre Machenschaften einbeziehen kann und verrät ihm, wo Fred ist. Max findet Fred und auch Jeff wohlauf und bringt den Jungen zurück zu Gloria.

## Produktion

### Hintergrund
Gedreht wurde der Film im August 1949 in New York sowie in den Fox-Movietone-Studios.

### Stab
Leo Kerz war der Szenenbildner.

### Besetzung
In einer kleinen nicht im Abspann erwähnten Nebenrolle trat John Marley auf.
Mary Boland, J. Emerson Bromberg und Jed Prouty spielten hier letztmals in einem Kinofilm mit.

## Synchronisation
| Rolle             | Schauspieler       | Deutscher Synchronsprecher |
| ----------------- | ------------------ | -------------------------- |
| Max Thursday      | Zachary Scott      | Gudo Hoegel                |
| Georgia Thursday  | Faye Emerson       | Viktoria Brams             |
| Smitty            | Mary Boland        | Alice Franz                |
| Cpt. Tonetti      | Sam Levene         | Berno von Cramm            |
| Otto Varkas       | J. Edward Bromberg | Mogens von Gadow           |
| Angel             | Kay Medford        | Eva Gelb                   |
| Dr. Elder         | Jed Prouty         | Fred Klaus                 |
| Bert              | Harry Landers      | Ulf-Jürgen Wagner          |
| Fred Mace         | Dennis Harrison    | Martin Umbach              |
| Harvey            | Garney Wilson      | Werner Abrolat             |
| Gerichtsmediziner | Lester Lonergan    | Alois Maria Giani          |

## Veröffentlichung
Die Premiere des Films fand am 20. April 1950 in New York statt. In der Bundesrepublik Deutschland wurde er am 9. Mai 1991 im deutschen Fernsehen ausgestrahlt.

## Kritiken
Der Filmkritiken-Aggregator Rotten Tomatoes hat in einer Auswertung ein Publikumsergebnis von 10 Prozent positiver Bewertungen ermittelt.
Das Lexikon des internationalen Films schrieb: „Ein in einem brutalen Milieu angesiedelter, streckenweise allzu dialoglastiger "film noir".“
Bosley Crowther von der The New York Times bezeichnete den Film als recht respektable Arbeit. Die Produktion habe einen eigentümlichen verstörenden Rhythmus und eine schäbige Atmosphäre. Hinzu kommen tüchtige Leistungen der Darsteller.
Der Kritiker des TV Guide sah ein unterdurchschnittliches Krimidrama.